# Shuimo hua

Pins de Hasegawa Tōhaku és un dels Tresors Nacionals del Japó.

Shuimo hua (xinès simplificat: 水墨画, pinyin: Shuǐmòhuà, literalment 'Pintura amb tinta aigualida') és una tècnica pictòrica originària de la Xina, consistent en utilitzar tinta xinesa i aigua per a la realització d'obres. Al Japó, on també és popular, se la coneix com Sumi-e (japonès: 墨絵).
Tècnica pictòrica practicada per més de mil anys a l'Àsia, és una forma d'art que s'esforça per desentranyar l'essència d'un objecte o una escena en el menor nombre d'elements possibles acuradament col·locats. Unes poques línies primes, un punt i un ocell són clarament plasmats a ser sobre el paper. El Sumi-e té molt a veure amb la cal·ligrafia, ja que les eines utilitzades són les mateixes, però no és el mateix. La cal·ligrafia és la representació elegant i artístic dels personatges per escrit, amb tinta i pinzell, mentre que el sumi-e és la pintura d'una escena o un objecte.